# Биска-Розілей
Биска-Розілей (рум. Bâsca Rozilei) — село у повіті Бузеу в Румунії. Адміністративно підпорядковане місту Нехою.
Село розташоване на відстані 114 км на північ від Бухареста, 51 км на північний захід від Бузеу, 132 км на захід від Галаца, 60 км на схід від Брашова.

## Населення
За даними перепису населення 2002 року у селі проживали 1428 осіб, з них 1427 осіб (99,9%) румунів. Усі жителі села рідною мовою назвали румунську.